# اورانس از کی‌یف

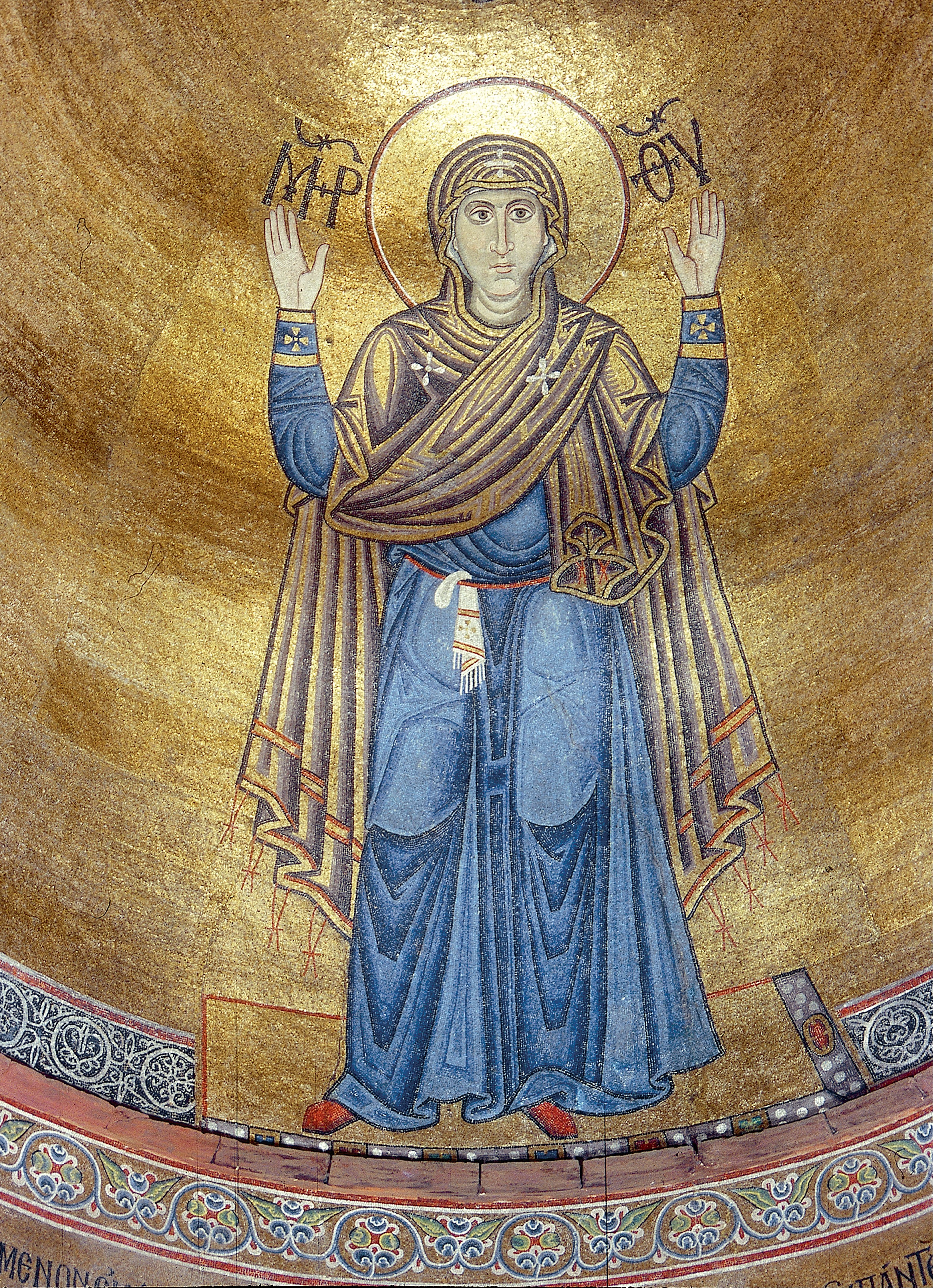
شمایل اورانس باکره در کی‌یف

باکرۀ اورانس یا اورانتا (پاناگیا (باکره) کبیر) (به اوکراینی: Оранта) تصویر شناخته شدۀ مسیحی ارتدکس از مریم باکره در حال دعا با دست‌های بلند است. از آن در کلیسای جامع سنت سوفیا در کی‌یف در اوکراین نگهداری می‌شود. معرقی به ارتفاع ۶ متر در طاق صدرکلیسا قرار دارد. این شمایل از بدو تأسیس آن توسط یاروسلاو اولِ خردمند در قرن یازدهم میلادی در کلیسای جامع وجود داشته‌ است.
حالت موقر و ایستای باکره، چین‌های مشخص لباس‌های او و بیان متفکر او نشان می‌دهد که این طرح به شدت تحت تأثیر هنر بیزانسی قرار داشته است.
این تصویر یکی از بزرگترین نمادهای مقدس در اوکراین در نظر گرفته می‌شود، پالادیونی که از مردم این کشور دفاع می‌کند. آن را «دیوار تخریب ناپذیر» یا «دیوار غیرقابل جابجایی» نامیده‌اند. افسانه می‌گوید که تا زمانی که تئوتوکوس بازوهای خود را بر فراز کی‌یف دراز می‌کند، شهر نابود نشدنی خواهد ماند.
دستمال گل‌دوزی روی کمربند مادرِ خدا را عموماً برای پاک کردن اشک کسانی که با مشکلات و دغدغه‌هایشان پیش او می‌آیند، تصور می‌کنند.
در سال ۱۹۹۷ میلادی، بانک ملی اوکراین سکه‌های یادبود «اورانته» («اورانتا») را در مجموعۀ «گنجینه‌های معنوی اوکراین» منتشر کرد.

## یادداشت
1. ↑  در معماری قسمتی از یک کلیسا در نزدیکی محراب که جایگاه کشیش و گروه کُر است و معمولاً با پله‌ها یا پرده از شبستان جدا می‌شود.